# Hylsnyckel

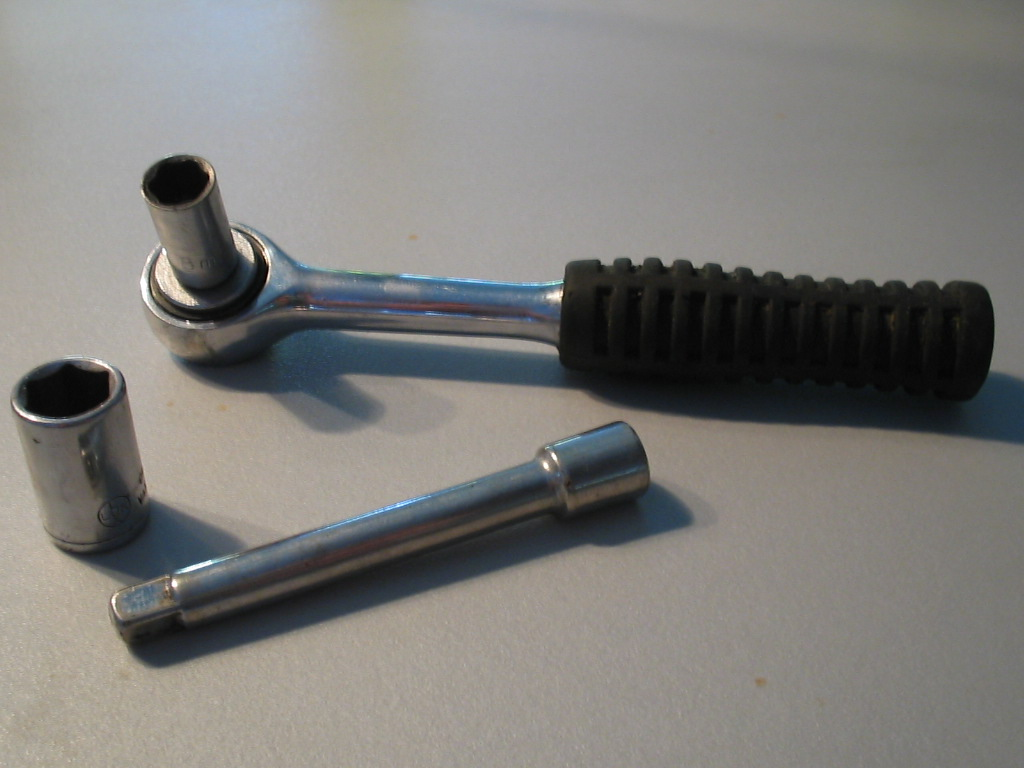
Hylsnyckel med två olika hylsor och en förlängare.

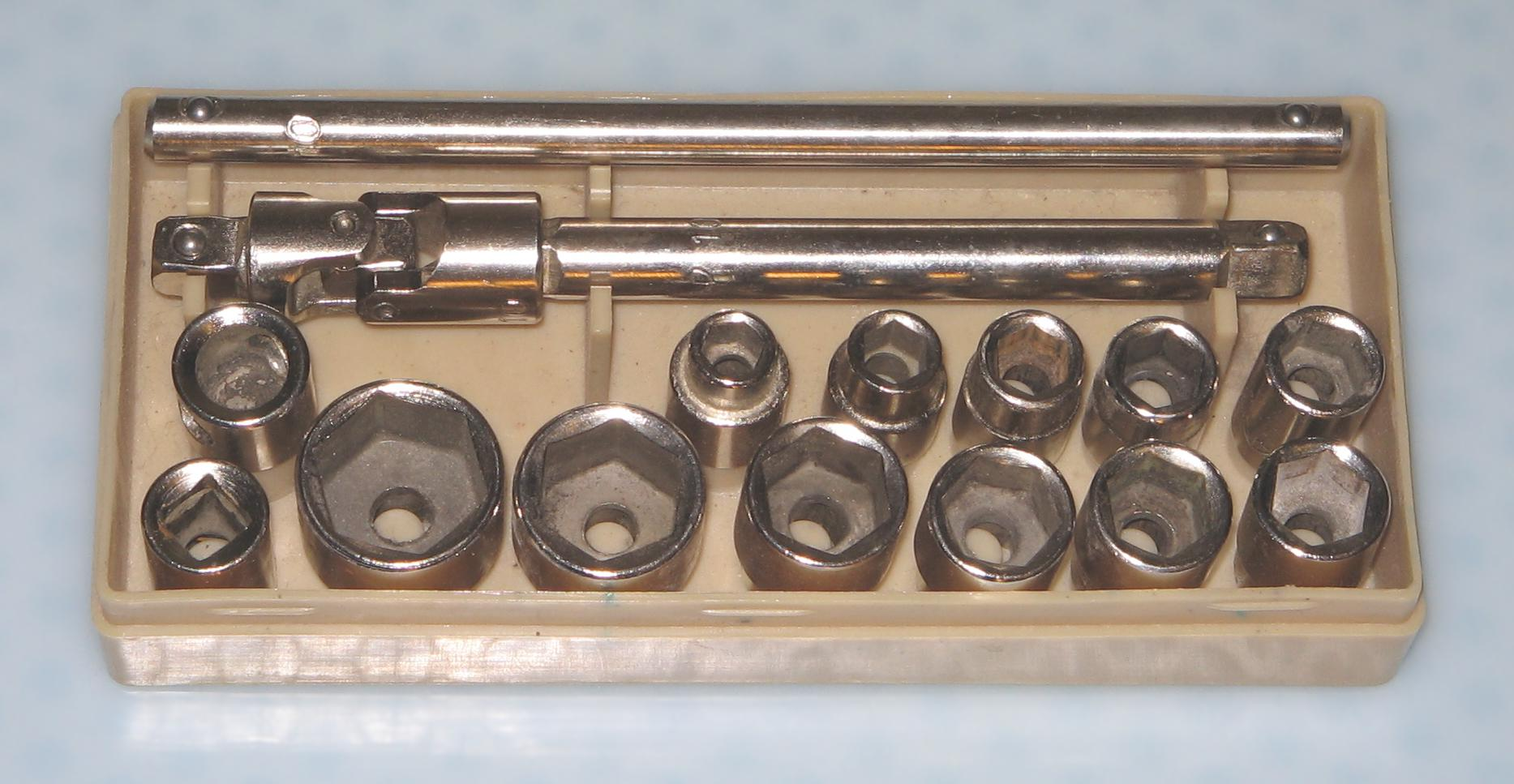
Hylsnyckelsats med förvaringsask.

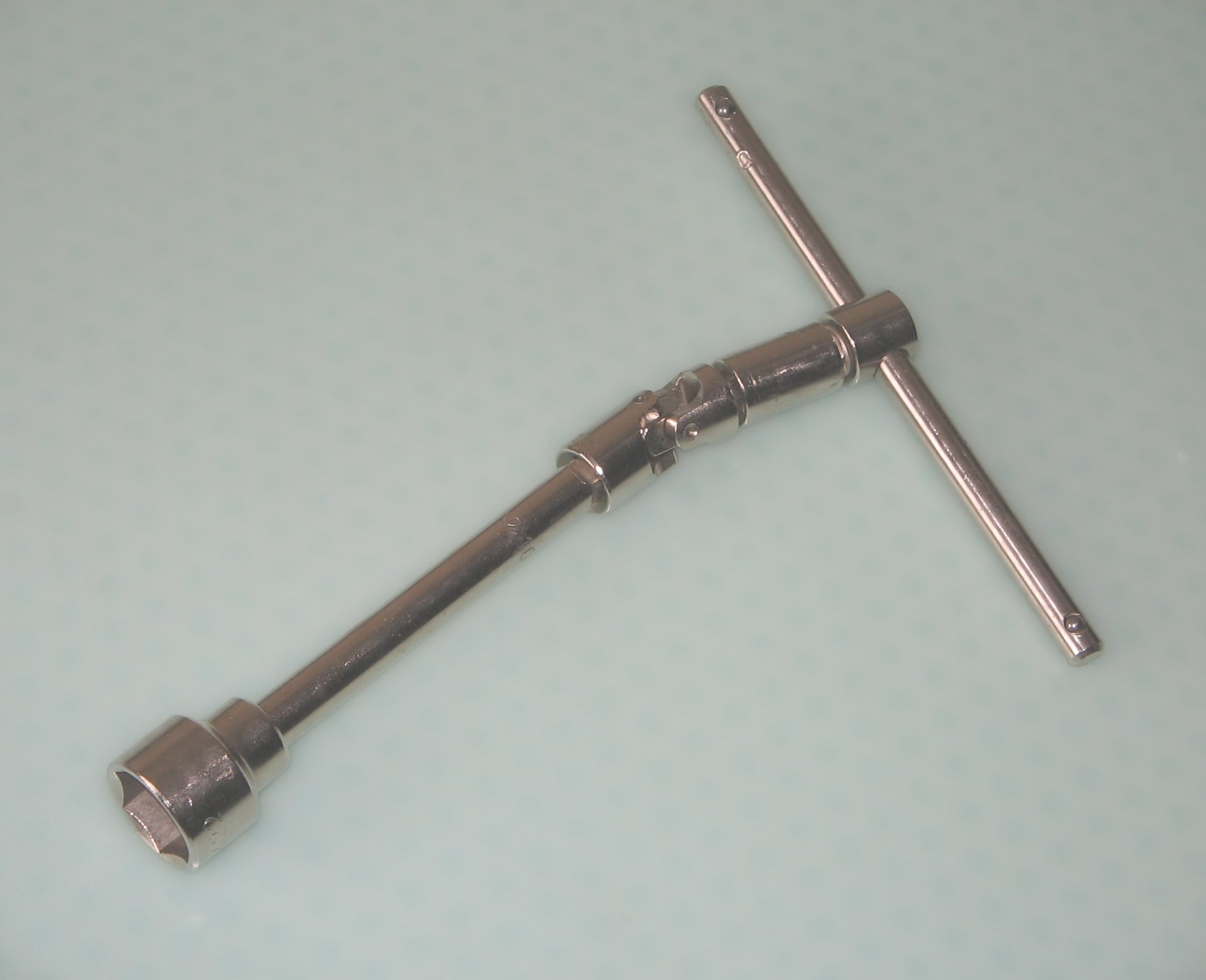
Hylsnyckel med kardanknut på skaftet, sammansatt av delarna i hylsnyckelsatsen på övre bilden.

Hylsnyckel är ett verktyg för att dra åt eller lossa skruvar och muttrar som är sexkantiga genom att hylsnyckelns hylsa träs över ett sexkantigt skruvhuvud eller en sexkantig mutter.
Hylsnycklar kommer vanligtvis i form av en hylsnyckelsats med olika hylsor för skruvhuvuden och muttrar av olika storlekar. En hylsnyckelsats har ofta flera skaft och förlängningar, ofta med kardanknut, som kan kombineras på olika sätt för att man skall komma åt skruvar som sitter besvärligt.
Hylsans koppling till skaftet är alltid fyrkantig och har alltid tummått, även när det gäller mm-hylsor. Fyrkantkopplingen förekommer i ett antal storlekar. Bland annat 1/4", 3/8", 1/2", 3/4" och 1".
För dimensionsomvandling finns adaptrar i olika kombinationer.
Satser förekommer i tre typer:
- Metriska dimensioner
- Tum-dimensioner
- Sortiment blandat metriskt och med tum-dimensioner

Hylsor förekommer såväl med 6 kanter som med 12 kanter. 6-kanthylsan är skonsammast för skruvskallen och klarar stora åtdragsmoment bättre än 12-kanthylsan. 12-kanthylsan har fördel när det är snålt om plats att dra handtaget de drygt 60° som krävs för en 6-kantsskruv. Med en 12-kanthylsa räcker drygt 30° svängrum.
Vissa dimensioner är nästan lika mätt i mm resp tum. Man bör dock avhålla sig från att använda en mm-hylsa på en tum-bult eller tvärtom. Vid större åtdragsmoment räcker ett minimalt glapp för att ge risk för skador på såväl hylsa som skruvskalle.
Vissa handtag är försedda med en spärranordning, så att man bara behöver svänga handtaget ett kort stycke fram och tillbaka för att skruven resp muttern ska vridas varv efter varv. Växling mellan åtdragning och lossdragning kan ske antingen med hjälp av en liten hävarm på handtaget, eller genom att handtaget snos ett halvt varv kring sin längdaxel. Spärrhandtag är mycket tidsbesparande, men spärranordningens styrka sätter gränsen för vilket åtdragsmoment som kan uppnås.